# Bingle Bangle
Albums de AOA
Good Luck
(2016) New Moon
(2019)
Singles
1. Bingle Bangle
Sortie : 28 mai 2018

Bingle Bangle (en coréen : 빙글뱅글 ; romanisé en binggeulbaenggeul) est le cinquième mini-album du girl group sud-coréen AOA. Il sort le 28 mai 2018 sous FNC Entertainment et est distribué sous Kakao M. Il contient six chansons dont Bingle Bangle, le titre principal.

## Liste des pistes
| N° | Titre                    | Auteur                                          | Producteur(s) | Durée |
| -- | ------------------------ | ----------------------------------------------- | --- | ----- |
| 1. | Bingle Bangle (빙글뱅글) | Han Seong Ho • Kim Dohoon • Lee Sang Ho • Jimin | Erik Nyholm • Krista Siegfrids • Kristofer Karisson • Kim Dohoon • Lee Sang Ho                                             | 3:41  |
| 2. | Super Duper              | Han Seong Ho • Jimin                            | Mats Tärnfors • Simon Jakobsson                                                                                            | 3:25  |
| 3. | Heat                     | Jam Factory • Jimin                             | Ingrid Margrete Skretting • Ketil Schei                                                                                    | 3:14  |
| 4. | Ladi Dadi                | Jung YongHwa • Jimin                            | Katerina Bramley • Ketil Schei                                                                                             | 3:22  |
| 5. | 파르페 (Parfait)         | Seo Ji Eum • Jimin                              | Emile Ghantous • Stephen Daly • Keith Justin Hetrick • Mathieu Brunet • Melanie Joy Fontana • Michel Schulz • Ryan S. Jhun | 3:33  |
| 6. | 뚜뚜뚜 (Ddu Ddu Ddu)     | Han Seong Ho • Jimin                            | David Amber • Devyn Rush                                                                                                   | 3:16  |

## Promotion
Le 18 avril 2018 FNC Entertainment confirme que AOA reviendrai en mai 2018 avec six membres, Choa ayant quitté le groupe en 2017. Le 9 mai, FNC Entertainment ouvre le compte Instagram officiel du groupe et, le 10 mai commence à poster des teasers. La liste des morceaux fut révélée le 22 mai et l'album le 28 avec pour titre principal Bingle Bangle.
AOA commence les promotions par un showcase le 28 mai 2018. Les promotions pour Bingle Bangle et Super Duper commencent le 31 mai au Mnet M Countdown.

## Classement
| Chart (2018)                | Meilleure position |
| --------------------------- | ------------------ |
| South Korean Albums (Gaon)  | 3                  |
| US World Albums (Billboard) | 10                 |